# Алеја заслужних грађана на Новом гробљу у Београду
Алеја заслужних грађана  је једна од засебних алеја на Новом гробљу у Београду. Изграђена је 1965, по пројекту архитекте Светислава Личине, а проширена током 2004. и 2012. године. Простире се на 4.200 квадратних метара.
У Алеји се сахрањују значајне личности, односно заслужни грађани, по посебној процедури и одобрењу Скупштине града Београда, односно градоначелника Београда. До сада је овде сахрањено преко 750 личности из разних друштвених, политичких, културних, спортских и уметничких области — политичари, глумци, генерали, спортисти, књижевници, научници, сликари, професори Универзитета, редитељи, вајари, новинари, лекари и др.
Ова алеја се често у јавности меша са Алејом великана, која се такође налази на Новом гробљу у Београду.

## Историјат Алеје заслужних грађана
Потреба за изградњом посебне целине односно дела гробља за сахрањивање друштвено-политичке и културно-спортске елите јавила се почетком 1960-их, па је 1963. по пројекту архитекте Светислава Личине почела изградња Алеје заслужних грађана. Изграђена је 1965. у централном делу гробља, десно од централне стазе, у непосредној близини Алеје стрељаних родољуба 1941—1944, израђене 1959. године, по пројекту Светозара Личине и Богдана Богдановића.
Тада је изграђено 13 полукружних зидова (конхи) са преградама за смештај урни (колумбаријума), 11 кружних гробница (са по 5 заједничких гробница), 44 појединачне гробнице, као и већи број касета — розаријума (калота). Током времена, Алеја се попуњавала, па је два пута проширивана у правцу Алеје стрељаних родољуба. Први пут је проширена у периоду 2004—2005, када су изграђена два полукружна зида, две кружне гробнице, девет појединачних гробница и 11 касета. Друго проширење Алеје заслужних грађана извршено је у периоду 2011—2012, када су изграђена два полукружна зида, три кружне гробнице, 12 појединачних гробница и 15 касета.
Алеја заслужних грађана резервисана је за истакнуте личности из разних друштвено-политичких и културно-спортских области, а одлуку о томе ко ће бити сахрањен у њој доноси Скупштина града Београда, односно градоначелник Београда. Поред породице покојника, предлоге за сахрану у Алеји могу дати институције, попут Српске академије наука и уметности (САНУ), министарства (углавном министарства културе, одбране, унутрашњих и спољних послова) или друштвено-политичке организације и удружења. У ранијем периоду, неки од критеријума за сахрану у Алеји, били су да је покојник носилац Ордена народног хероја или добитник награде АВНОЈ-а, Седмојулске награде, Октобарске награде града Београда и др. Касније су критеријуми проширени, али се често од њих одступало па су поред неспорно заслужних грађана, у Алеји сахрањиване и личности, које су биле истакнуте у тренутку смрти или је њихова смрт изазвала пажњу јавности, као нпр:
- Владимир Роловић, амбасадор у Стокхолму, убијен 1971. године
- Предраг Јовичић Трта, композитор и певач групе „Сан”, страдао од струјног удара на концерту у Нишу 1975. године
- Душан Милошевић, прерано преминули члан Секретаријата Председништва ССО Југославије, 1976. године
- Бојан Савник, генерал-мајор авијације ЈНА и пилот, страдао приликом лета авионом МиГ-21, 1976. године
- Драгослав Танасијевић, трагично страдали командант насеља ОРА „Ауто пут Братство-јединство” у Умчарима, 1978. године.
- Младен Братић, генерал-мајор ЈНА, погинуо током битке за Вуковар, 1991. године
- Радован Стојичић Баџа, начелник ресора Јавне безбедности МУП Србије, убијен 1997. године
- Бошко Буха, помоћник начелника ресора Јавне безбедности МУП Србије, убијен 2002. године
- Михајло Спорић, млади научник и студент Тринити колеџа на Кембриџу

Поред сахрањивања, у Алеју су вршена и преношења посмртних остатака заслужних грађана са других гробља, па се тако у Алеји налазе и личности које су преминуле знатно пре отварања Алеје 1965. године. У почетку су то биле личности из револуционарног периода КП Југославије — Жарко Мариновић убијен 1936, Бранд Петрушев страдао 1940, Илија Плавев умро 1940, Радоје Дакић умро 1946, а касније и друге личности попут — сликара Паје Јовановића (умро у Бечу 1957, у Алеју пренесен 1972), политичара Слободана Јовановића (умро у Лондону 1958, у Алеју пренесен 2011) и оперског певача Мирослава Чангаловића (умро у Београду 1999, у Алеју пренесен 2012). Такође, из Алеје су по жељи њихових породица, изнети посмртни остаци троје сахрањених — византолога и академика Георгија Острогорског, сахрањеног 1976. године; народног хероја Стјепана Фунарића, сахрањеног 1979. и дипломате Срђе Прице, сахрањеног 1984. године.
Упркос привилегији да буду сахрањени у Алеји заслужних грађана, многе истакнуте личности или њихове породице, одбиле су да буду сахрањене у Алеји, а неки од њих су — глумци Павле Вуисић, Данило Бата Стојковић и Миодраг Петровић Чкаља; генерал и народни херој Пеко Дапчевић; књижевник и академик Добрица Ћосић; научник и академик Павле Савић; редитељи Бојан Ступица, Мира Траиловић и Соја Јовановић; политичар и народни херој Цвијетин Мијатовић; вајарка Љубица Цуца Сокић; академик Дејан Медаковић; песник Стеван Раичковић и др.
До маја 2016. у Алеји заслужних грађана је сахрањено око 680 особа. Највећи део њих су мушкарци — 85 %, док су њих 15%, односно 102 особе жене. Од укупног броја жена, половина њих су сахрањене као заслужни грађани, а друга половина су супруге заслужних грађана. Једна од првих жена сахрањених у Алеји била је Милица Бабић-Андрић (1909—1968), костимограф и професор Академије примењених уметности и Позоришне академије у Београду и супруга нобеловца Иве Андрића.
Избор личности за сахрањивање у Алеји одређује Скупштина града, док одабир гробног места врши Управа Новог гробља, уз консултацију са породицом преминулог. Приликом одабира гробног места пази се да личности сахрањене у истој гробници буду сличне или сродне професије. Сва гробна места у Алеји, изузев касета у кружнима зидовима „колумбаријима”, су у ствари заједничке гробнице у које се сахрањује више заслужних грађана. Појединачне касете, у које се сахрањују урне заслужних грађана, такође су заједничке гробнице, али се у њих углавном сахрањују супружници или чланови породице заслужних грађана. У старом делу Алеје, у појединачним гробницама, самостално су сахрањени Зоран Ђинђић, трагично убијени председник Владе Србије, Радован Стојчић Баџа, трагично убијени начелник Ресора Јавне безбедности МУП Србије и Јован Рашковић, психијатар и оснивач Српске демократске странке у Хрватској.
Следећи праксу да у заједничким гробницама почивају личности истих или сличних професија, заједничке гробнице деле:
- књижевници: Скендер Куленовић, Меша Селимовић, Ристо Тошовић и Драган Јеремић;
- генерали: Бојан Савник, Димитрије Врбица, Владимир Малбашић и Пејо Радичевић;
- спортисти: Радивој Кораћ, Трајко Рајковић, Велиша Мугоша и Цмиљка Калушевић;
- глумци: Рахела Ферари и Стево Жигон
- глумци: Раде Марковић, Оливера Марковић и Петар Краљ
- новинар Милутин Чолић, сликари Младен Србиновић и Момо Капор и књижевник Брана Црнчевић

Двојица стогодишњака су сахрањена у Алеји — солунац Василије Јакшић (1891—1995), који је поживео 104 и професор Исидор Савић (1919—2019), који је поживео 100 година. Поред њих, међу сахрањенима у Алеји је и око 20 деведесетогодишњака, међу којима су — биолог Љубиша Глишић (1888—1987), поживео 99 година; генерал Васо Јовановић (1915—2013), поживео 98 година; сликар Стојан Аралица (1883—1980) и револуционарка Роса Плавева (1873—1970), поживели 97 година; композитор Миховил Логар (1902—1998) и глумица Марија Црнобори (1918—2014), поживели 96 година; лекар Милорад Драгић (1891—1986) и генерал Милан Даљевић, поживели 95 година и др.
Међу сахрањенима у Алеји, налази се и петоро лица млађих од 30 година. Најмлађи је студент и млади научник Михајло Спорић, поживео 22 године; затим студент и музичар Предраг Јовичић Трта поживео 24 године; студент и члан КПЈ Жарко Мариновић поживео 25 година; командант насеља ОРА Драгослав Танасијевић поживео 28 година и члан Секретаријата ССОЈ Душан Милошевић поживео 30 година.

## Типови гробних места у Алеји
| Типови гробних места у Алеји заслужних грађана | Типови гробних места у Алеји заслужних грађана                                          | Типови гробних места у Алеји заслужних грађана                                                             | Типови гробних места у Алеји заслужних грађана                               |
| Розаријум (калота)                             | Колумбаријуми у конхама                                                                 | Заједничка гробница у конхама                                                                              | Индивидуална гробница                                                        |
| ---------------------------------------------- | --------------------------------------------------------------------------------------- | --- | ---------------------------------------------------------------------------- |
|                                                |                                                                                         | |                                                                              |
| Гроб Лазара Удовичког                          | Колумбаријуми са урнама Миње Дедића, Марије Црнобори, Боре Тодоровића и Васе Јовановића | Заједничка гробница у којој су сахрањени Живојин Ћурчић, Јулка Мештеровић, Благоје Ђурић и Милић Милошевић | Индивидуална гробница у којој су сахрањени Душан, Милица и Дејан Миладиновић |

## Сахрањени у Алеји заслужних грађана
Од оснивања до данас у Алеји је сахрањено око 780 личности. Прве особе сахрањене у Алеји биле су — револуционар Ристо Стефановић, децембра 1965. и књижевник Чедомир Миндеровић, јануара 1966. године. Првих десетак личности, сахрањених у Алеји су кремирани, а њихове урне положене су у касетама у кохама, док је прва класично сахрањена особа у гробницама, био судија Бранко Јевремовић, 1969. године. Неки од сахрањених у Алеји заслужних грађана су:
- Милица Бабић (1909—1968), костимограф
- Радивој Кораћ (1938—1969), спортиста
- Влада Зечевић (1903—1970), свештеник и друштвено-политички радник
- Милентије Поповић (1913—1971), друштвено-политички радник
- Петар Лубарда (1907—1974), сликар
- Иво Андрић (1892—1975), књижевник и нобеловац
- Вељко Влаховић (1914—1975), друштвено-политички радник
- Милош Црњански (1893—1977), књижевник
- Спасенија Цана Бабовић (1907—1977), друштвено-политичка радница
- Љубинка Бобић (1897—1978), глумица
- Оскар Давичо (1909—1980), књижевник
- Меша Селимовић (1910—1982), књижевник
- Душко Радовић (1922—1984), песник
- Бранко Ћопић (1915—1984), књижевник
- Марко Ристић (1902—1984), књижевник
- Зоран Радмиловић (1933—1985), глумац
- Данило Киш (1935—1989), књижевник
- Слободан Марковић (1928—1990), песник
- Васко Попа (1922—1991), песник
- Драгомир Бојанић Гидра (1933—1993), глумац
- Мија Алексић (1923—1995), глумац
- Милић од Мачве (1934—2000), сликар
- Радмила Савићевић (1926—2001), глумица
- Велибор Васовић (1939—2002), спортиста
- Зоран Ђинђић (1952—2003), премијер Србије
- Стево Жигон (1926—2005), глумац
- Никола Љубичић (1916—2005), војно лице
- Љуба Тадић (1929—2005), глумац
- Ненад Богдановић (1954—2007), градоначелник Београда
- Миленко Заблаћански (1955—2008), глумац
- Станиша Стошић (1945—2008), певач
- Владимир Савчић Чоби (1948—2009), певач
- Момо Капор (1937—2010), књижевник
- Ружица Сокић (1934—2013), глумица
- Ранко Жеравица (1929—2015), спортиста
- Драган Николић (1943—2016), глумац
- Предраг Гојковић Цуне (1932—2017), певач
- Небојша Глоговац (1969—2018), глумац
- Милена Дравић (1940—2018), глумица
- Марко Николић (1946—2019), глумац
- Шабан Шаулић (1951—2019), певач
- Неда Арнерић (1953—2020), глумица
- Џеј Рамадановски (1964—2020), певач
- Предраг Живковић Тозовац (1936—2021), певач
- Борис Комненић (1957—2021), глумац

### Брачни парови и чланови породица сахрањени у Алеји
Према првобитним критеријумима, у Алеји није било дозвољено сахрањивање чланова породице, односно супружника заслужних грађана, уколико и они не испуњавају критеријуме заслужних грађана. Због овога су неки заслужни грађани, попут Милоша Црњанског и Меше Селимовића, остали раздвојени од својих супружника, упркос њиховим жељама да почивају заједно. Касније је ова пракса прекинута, па се сада у Алеји налази око 60 брачних парова. Међу многима од њих, обоје супружника су заслужни грађани попут — Иве Андрића и Милице Бабић, Драгана Николића и Милене Дравић, Драгомира Бојанића и Љиљане Контић, Милана и Дивне Ђоковић, Добривоја Радосављевића и Неде Божиновић, Јована и Аленке Ранчић, Божидара и Радмиле Савићевић и др.
Такође, у Алеји је сахрањено и по неколико заслужних грађана из исте породице, попут — Александра и Смиље Костић и њиховог сина композитора Вокија Костића; Душана и Милице Миладиновић и њиховог сина Дејана Миладиновића; Душана Сковрана, његове маћехе Олге Сковран и ћерке Маје Сковран.

## Галерија
- гроб Иве Андрића
- гроб Зорана Ђинђића
- гроб Ненада Богдановића
- гроб Петра Лубарде, Стојана Аралице, Матије Вуковића и Данила Киша
- гроб Радослава Радивојевића, Драгомира Брајковића, Радета Марковића, Оливере Марковић и Петра Краља
- гроб Милунке Лазаревић, Драгослава Шекуларца и Илије Петковића
- гроб Зорана Радмиловића
- гроб Стеве Жигона и Рахеле Ферари
- гроб Родољуба Чолаковића
- гроб народног хероја Савке Јаворине Вујовић
- гроб Бранка Ћопића
- гроб генерала Косте Нађа и његове супруге Душанке
- гроб Рахмана Морине и Мире Алечковић
- гроб Коче Поповић
- гроб Оливера Ивановића
- гроб Душице Жегарац